# Jennifer Hudson
Jennifer Kate Hudson (Chicago, 12 september 1981) is een met een Oscar bekroonde Amerikaanse actrice en zangeres. Ze werd bekend door haar deelname aan het derde seizoen van het televisieprogramma American Idol.

## Carrière
Hudson heeft persoonlijk meer dan een dozijn prijzen gewonnen voor haar acteerprestaties. In de filmversie van de Broadwaymusical Dreamgirls speelt ze de rol van Effie White. Ze kreeg hiervoor een Golden Globe Award voor beste vrouwelijke bijrol. Ze heeft deze prijs opgedragen aan Florence Ballard, waarop haar karakter in Dreamgirls is gebaseerd. Ze kreeg ook een Oscar voor beste vrouwelijke bijrol.
In 2008 speelde ze een rol in de film Sex and the City. Ook zong ze hiervoor een nummer dat bij de aftiteling te horen is. Hudson tekende een platencontract bij Arista in november 2006. Haar debuutalbum Jennifer Hudson kwam uit in 2008 en bevat samenwerkingen met onder meer Ne-Yo, Timbaland en Diane Warren. De eerste single Spotlight werd geschreven en geproduceerd door Ne-Yo en Stargate. 
Op 7 juli 2009 zong ze het lied Will you be there tijdens de herdenkingsceremonie voor Michael Jackson.
Tijdens de 2012 Grammy Awards in het Staples Center zong Hudson I Will Always Love You in verband met het overlijden van Whitney Houston de dag ervoor.
Op 30 mei 2013 werd de cd Wrote A Song For Everybody van John Fogerty uitgebracht, waarop ze was te horen in een nieuwe opname van Proud Mary. Later dat jaar kreeg Hudson een ster op de Hollywood Walk of Fame.

## Privéleven
Op 24 oktober 2008 werden de 57-jarige moeder van Hudson, Darnell Donerson, en haar 29-jarige broer, Jason, het slachtoffer van huiselijk geweld. Ze werden beiden doodgeschoten in het huis van Donerson. Ze werden gevonden door de neef van Jason. Er werd een AMBER Alert uitgegeven voor het 7-jarige neefje van Hudson, Julian King, nadat zijn moeder hem als vermist had opgegeven. Op 27 oktober werd ook Julian dood gevonden.
Diezelfde dag werd er door de politie van Chicago een verdachte aangehouden, de 27-jarige William Balfour, die ooit getrouwd was met de zus van Hudson, Julia. In mei 2012 werd Balfour door de jury schuldig bevonden aan de moorden. Op 24 juli 2012 werd hij veroordeeld tot een levenslange gevangenisstraf.

## Discografie
| Single                            | Jaar van uitkomst |
| --------------------------------- | ----------------- |
| How Great Thou Art ft. Pentatonix | 2016              |

| Single met hitnotering(en) in de Vlaamse Ultratop 50 | Datum van verschijnen | Datum van binnenkomst | Hoogste positie | Aantal weken | Opmerkingen |
| ---------------------------------------------------- | --------------------- | --------------------- | --------------- | ------------ | ----------- |
| Spotlight                                            | 2009                  | 09-02-2009            | tip20           |              |             |

| Jaar | Album           |
| ---- | --------------- |
| 2008 | Jennifer Hudson |
| 2011 | I Remember Me   |
| 2014 | JHUD            |

## Trivia
- Tegenover het Amerikaanse tijdschrift Essence verklaarde Hudson dat ze geen vrolijke herinneringen had overgehouden aan haar American Idol-avontuur.